# 5302 Романосерра
5302 Романосерра (5302 Romanoserra) — астероїд головного поясу, відкритий 18 грудня 1976 року.
Тіссеранів параметр щодо Юпітера — 3,569.